# ليسور كنول (نيوجيرسي)
ليسور كنول (بالإنجليزية: Leisure Knoll CDP, New Jersey)‏ هي منطقة سكنية تقع بولاية نيوجيرسي في الولايات المتحدة. تبلغ مساحتها 2.317 كم2، وترتفع عن سطح البحر 23 م، بلغ عدد سكانها 2,490 نسمة في عام 2010 حسب إحصاء مكتب تعداد الولايات المتحدة وتصل الكثافة السكانية فيها 1,074.7 نسمة لكل كيلومتر مربع (2,783.5/ميل2).

## التركيبة السكانية
حدّد مكتب تعداد الولايات المتحدة بيانات التركيبة السكانية لليسور كنول في تعداد الولايات المتحدة. في ما يلي، التركيبة السكانية حسب تعدادي 2000 و2010.

### تعداد عام 2000
بلغ عدد سكان ليسور كنول 2,467 نسمة بحسب تعداد عام 2000، وبلغ عدد الأسر 1,540 أسرة وعدد العائلات 845 عائلة مقيمة في المنطقة السكنية. في حين سجلت الكثافة السكانية 1,064.7 نسمة لكل كيلومتر مربع (2,757.6/ميل2). وبلغ عدد الوحدات السكنية 1,634 وحدة بمتوسط كثافة قدره 705.2 لكل كيلومتر مربع (1,826.5/ميل2).
وتوزع التركيب العرقي للمنطقة السكنية بنسبة 98.87% من البيض و0.45% من الأمريكيين الأفارقة و0.28% من الأمريكيين ذوي الأصول الآسيوية و0.04% من سكان جزر المحيط الهادئ و0.16% من الأعراق الأخرى و0.20% من عرقين مختلطين أو أكثر و0.73% من الهسبانيون أو اللاتينيون من أي عرق.
بلغ عدد الأسر 1,540 أسرة كانت نسبة 0.1% منها لديها أطفال تحت سن الثامنة عشر تعيش معهم، وبلغت نسبة الأزواج القاطنين مع بعضهم البعض 51.1% من أصل المجموع الكلي للأسر، ونسبة 3.1% من الأسر كان لديها معيلات من الإناث دون وجود شريك،  بينما كانت نسبة 0.7% من الأسر لديها معيلون من الذكور دون وجود شريكة وكانت نسبة 45.1% من غير العائلات. تألفت نسبة 43.1% من أصل جميع الأسر من عدة أفراد يعيشون في نفس المنزل ونسبة 40.8% كانت تتألف من شخص يعيش بمفرده يبلغ من العمر 65 عاماً أو أكثر. وبلغ متوسط حجم الأسرة المعيشية 1.60، أما متوسط حجم العائلات فبلغ 2.06.
بلغ العمر الوسطي للسكان 75.3 عاماً. وكانت نسبة 0.1% من القاطنين تحت سن الثامنة عشر، وكانت نسبة 0.2% بين الثامنة عشر والرابعة والعشرين عاماً، ونسبة 1.1% كانت واقعةً في الفئة العمرية ما بين الخامسة والعشرين والرابعة والأربعين عاماً، ونسبة 13.9% كانت ما بين الخامسة والأربعين والرابعة والستين، ونسبة 84.7% كانت ضمن فئة الخامسة والستين عاماً فما فوق. يوجد لكل 100 أنثى 68.7 ذكر، ويوجد لكل 100 أنثى في الثامنة عشر من عمرها فما فوق 68.8 ذكر.
بلغ متوسط دخل الأسرة في المنطقة السكنية 36,207 دولارًا، أما متوسط دخل العائلة فبلغ 41,741 دولارًا. وكان متوسط دخل الذكور 41,964 دولارًا مقابل 27,727 دولارًا للإناث. وسجل دخل الفرد الخاص بالمنطقة السكنية 25,012 دولارًا. وكانت نسبة 1.6% من العائلات ونسبة 2.4% من السكان تحت خط الفقر،

### تعداد عام 2010
بلغ عدد سكان ليسور كنول 2,490 نسمة بحسب تعداد عام 2010، وبلغ عدد الأسر 1,499 أسرة وعدد العائلات 737 عائلة مقيمة في المنطقة السكنية. في حين سجلت الكثافة السكانية 1,074.7 نسمة لكل كيلومتر مربع (2,783.5/ميل2). وبلغ عدد الوحدات السكنية 1,627 وحدة بمتوسط كثافة قدره 702.2 لكل كيلومتر مربع (1,818.7/ميل2).
وتوزع التركيب العرقي للمنطقة السكنية بنسبة 97.59% من البيض و1.41% من الأمريكيين الأفارقة و0.36% من الأمريكيين ذوي الأصول الآسيوية و0.20% من الأعراق الأخرى و0.44% من عرقين مختلطين أو أكثر و1.89% من الهسبانيون أو اللاتينيون من أي عرق.
بلغ عدد الأسر 1,499 أسرة كانت نسبة 0.2% منها لديها أطفال تحت سن الثامنة عشر تعيش معهم، وبلغت نسبة الأزواج القاطنين مع بعضهم البعض 44.2% من أصل المجموع الكلي للأسر، ونسبة 3.8% من الأسر كان لديها معيلات من الإناث دون وجود شريك،  بينما كانت نسبة 1.2% من الأسر لديها معيلون من الذكور دون وجود شريكة وكانت نسبة 50.8% من غير العائلات. تألفت نسبة 48% من أصل جميع الأسر من عدة أفراد يعيشون في نفس المنزل ونسبة 42.4% كانت تتألف من شخص يعيش بمفرده يبلغ من العمر 65 عاماً أو أكثر. وبلغ متوسط حجم الأسرة المعيشية 1.57، أما متوسط حجم العائلات فبلغ 2.09.
بلغ العمر الوسطي للسكان 75.0 عاماً. وكانت نسبة 0.2% من القاطنين تحت سن الثامنة عشر، وكانت نسبة 0.5% بين الثامنة عشر والرابعة والعشرين عاماً، ونسبة 1.7% كانت واقعةً في الفئة العمرية ما بين الخامسة والعشرين والرابعة والأربعين عاماً، ونسبة 18% كانت ما بين الخامسة والأربعين والرابعة والستين، ونسبة 79.5% كانت ضمن فئة الخامسة والستين عاماً فما فوق. وتوزع التركيب الجنسي للسكان بنسبة 39.4% ذكور و60.6% إناث.